# Tatort: Ein Tag wie jeder andere
Ein Tag wie jeder andere ist ein Fernsehfilm aus der Krimireihe Tatort. Der vom Bayerischen Rundfunk produzierte Beitrag ist die 1085. Tatort-Episode und wurde am 24. Februar 2019 im Ersten Programm der ARD erstgesendet. Das fränkische Ermittlerduo Voss und Ringelhahn (Fabian Hinrichs, Dagmar Manzel) ermittelt seinen fünften Fall.

## Handlung
Der Bayreuther Rechtsanwalt Peters erschießt in einem laufenden Gerichtsprozess genau zur vollen Stunde den Richter und ergreift die Flucht. Exakt eine Stunde später tötet er eine Universitätsmitarbeiterin und flüchtet erneut. Die Ermittler Felix Voss und Paula Ringelhahn befürchten einen dritten Mord zur nächsten vollen Stunde. Durch einen Taxifahrer, dessen bewaffneter Fahrgast den Fahrpreis zum Festspielhaus nicht zahlen kann, wird das Team auf Peters’ Aufenthaltsort aufmerksam. Der Schütze bedroht inzwischen während einer Vorstellung von Wagners Walküre den in einer Loge sitzenden Milchfabrikanten Rolf Koch. Als Peters die Waffe nicht fallen lässt, wird er von Kommissarin Ringelhahn erschossen. Die Polizei nimmt im Zuschauerraum den körperbehinderten Martin Kessler fest, der nach Räumung des Opernhauses dort provokativ sitzen bleibt. Kessler hatte Mira, die 14-jährige Tochter von Peters, entführt und ihm mit ihrem Tod gedroht, sollte er die von ihm geforderten Taten nicht begehen. Mira ist seit 32 Stunden gefangen und droht zu verdursten, wenn sie nicht bald gefunden wird. Kessler bietet der Polizei an, ihr Miras Aufenthaltsort mitzuteilen, wenn er zuvor ein 15-minütiges Gespräch mit Koch bekommt. Voss und Ringelhahn bringen Koch dazu, dem Vorhaben zuzustimmen, und sorgen für ein Gespräch unter höchsten Sicherheitsvorkehrungen. Dennoch stirbt Koch am Ende der Unterredung an einer Vergiftung, die ihm Kesslers Frau zuvor heimlich zugefügt hatte und die ihre volle tödliche Wirkung entfaltet, als Kessler Koch dazu bringt, sich aufzuregen.
Die Kesslers haben so ihre Rache an dem skrupellosen Unternehmer bekommen, der grob fahrlässig vergiftete Milch in den Handel gebracht hatte, wodurch das ungeborene Kind der beiden gestorben war und ihrer beider Leben aus dem Ruder lief. Die beiden Mordopfer und Peters waren ebenfalls in den Skandal verwickelt gewesen, da sie verhindert hatten, dass Koch juristisch zur Verantwortung gezogen wurde. Kessler hält sich an sein Versprechen und gibt Miras Versteck bekannt, sodass sie noch rechtzeitig gerettet werden kann. Die Kesslers unternehmen derweil einen gemeinsamen Gift-Suizidversuch, werden jedoch von der Polizei daran gehindert.

## Hintergrund

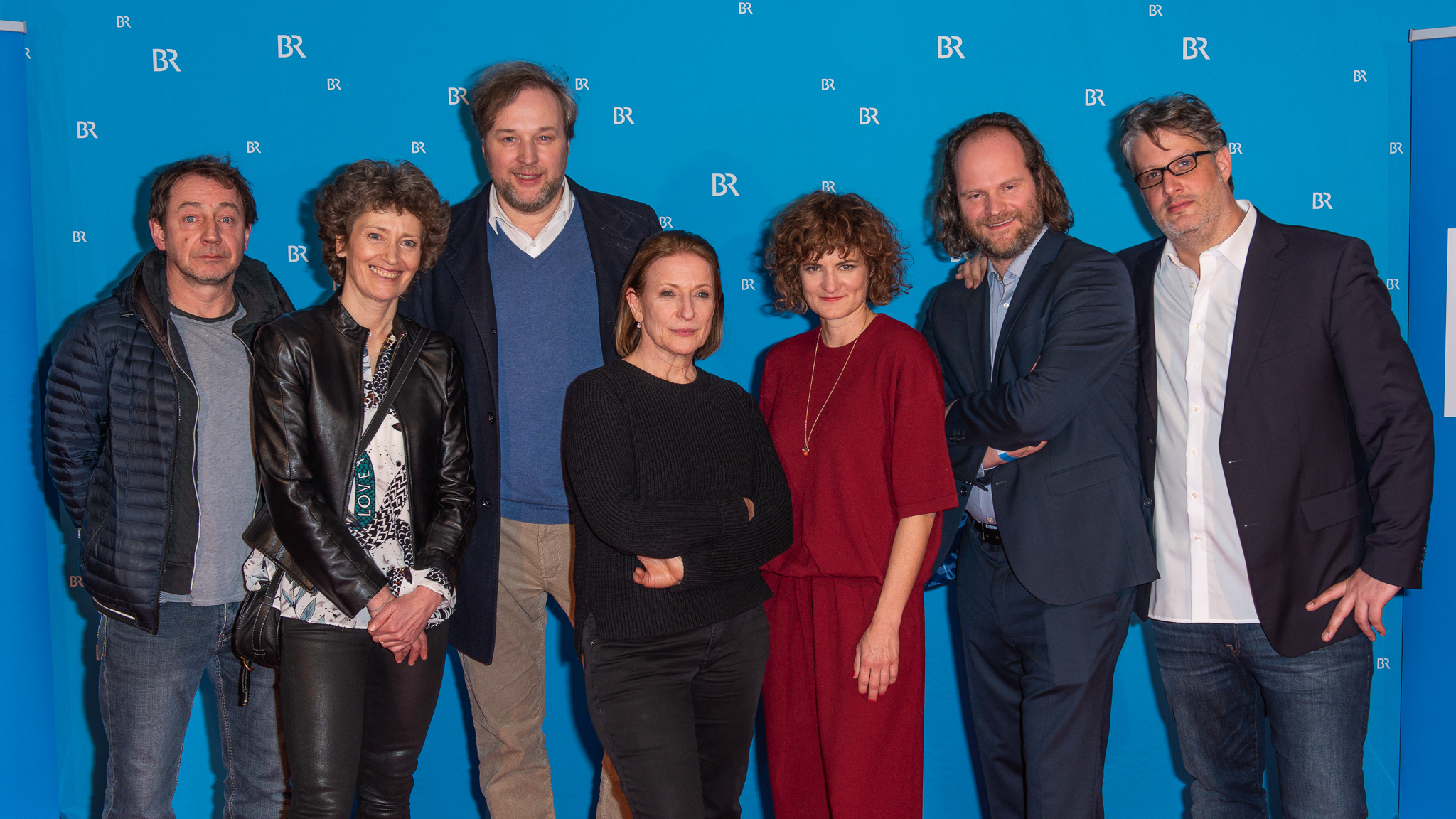
Thorsten Merten, Dr. Stephanie Heckner, BR, Stephan Grossmann, Dagmar Manzel, Eli Wasserscheid, Andreas Leopold Schadt, Sebastian Marka

Der Film wurde vom 26. März 2018 bis zum 27. April 2018 in Bayreuth gedreht. Die Premiere erfolgte am 31. Januar 2019 ebenfalls in Bayreuth.

## Rezeption

### Kritiken
„Das Tolle in den Krimis von Yesilkaya und Marka ist ja, dass sie ausgerechnet in dem oft als verdruckst empfundenen Fernsehkrimi eine unaufhaltsame Mechanik des Grauens in Gang setzen - in ihrer Bayreuth-Episode klappt das nun aber leider nur bedingt. […] Am Ende gelingt es aber doch, mit einem geschmeidigen Geflecht aus kammerspielartigen Rückblenden und vorantreibender Täterjagd zu erklären, wie der Rächer halb Bayreuth für seinen monströsen Plan manipulieren konnte.“

„Auch waghalsigere Wendungen sind plausibel, souverän werden Gegensatzbilder aneinandermontiert. Hier verdurstet jemand, dort – Schnitt – kippt jemand Wasser in den Tank der Kaffeemaschine. Ein inhaltlich und handwerklich sehenswerter Tatort, dessen Tempo ihm in der B-Note ein wenig zum Verhängnis wird.“

Auch Rainer Tittelbach von tittelbach.tv bewertete Tatort – Ein Tag wie jeder andere positiv: „Ein Krimi im Thriller-Gewand, hinter dem sich ein Drama versteckt, das sich schließlich zur großen Tragödie aufschwingt. […] Die Geschichte ist komplex, der Film aber nicht kompliziert. Die Krimihandlung, die Verbrechen und die Ermittlungen, wird von Situationen aus der Vergangenheit unterbrochen; sie ergeben eine eigene, private Geschichte, in der sich bereits des Krimis Lösung versteckt.“

### Einschaltquoten
Die Erstausstrahlung von Ein Tag wie jeder andere am 24. Februar 2019 wurde in Deutschland von 9,09 Millionen Zuschauern gesehen und erreichte einen Marktanteil von 25,6 % für Das Erste.